# اکس‌کالیبور ۹۴۹۹
سیارک ۹۴۹۹ (به انگلیسی: 9499 Excalibur، نامگذاری:1269T-2) نه هزار و چهارصد و نود و نهمین سیارک کشف شده‌است که در ۲۹ سپتامبر ۱۹۷۳ کشف شد.
قدر مطلق سیارک برابر ۱۳٫۷۰ است.